# 第3530船団
第3530船団（だい3530せんだん）は、大東亜戦争中の1944年5月30日に東京湾からサイパン島へ出発した、日本の護送船団である。サイパン島守備隊の主戦力である第43師団の第二陣を輸送する任務を負った重要船団であったが、米海軍潜水艦の激しい攻撃で軍隊輸送船をことごとく沈められ、サイパン島の戦いにおいて日本軍が短期間で敗れる一因となった。なお、命名方式の関係で別年度に同一名称の船団が存在する可能性があるが、本項目では1944年の船団について解説する。

## 背景
1944年（昭和19年）になり絶対国防圏の防備強化を急ピッチで進めようとした日本軍は、3月から5月中旬にかけて松輸送の名の下でマリアナ諸島やカロリン諸島へのべ100隻以上の護送船団を送り出した。日本海軍が力を注いだ効果もあって松輸送は期待以上の成功を収め、最終便の第43師団主力も5月19日に無傷でサイパン島に上陸した。
松輸送の終了後、歩兵第118連隊など第43師団の残部は新たな船団で派遣されることになり、第3530船団が担当に選ばれた。船団名は横須賀鎮守府の命名規則に基づくもので、千の位の3は東京発サイパン行きを、下3桁の530は5月30日出航を意味する。加入輸送船は戦史叢書『マリアナ沖海戦』によれば陸軍部隊を乗せる徴用貨物船が3隻と海軍徴用船5隻・特務艦2隻で、第43師団第二陣のほかにマリアナ諸島やパラオの増援に向かう第29師団海上輸送隊、独立臼砲大隊2個、独立戦車中隊2個、飛行場大隊と飛行場設定隊各1個などが乗船した。ただし、大井篤は加入輸送船を6隻とし、後述のように加入輸送船のうち2隻は同時期の別船団参加船とする資料もある。
護衛艦は、第二海上護衛隊の水雷艇1隻と、連合艦隊から応援に来た第21駆潜隊などの駆潜艇3隻で、第21駆潜隊司令が指揮した。小柄な駆潜艇は外洋での船団護衛には不向きな艦種であったが、護衛兵力の不足のためやむなく使用されていた。有力な護衛とは言い難い陣容だったにもかかわらず、第31軍司令部は松輸送が成功したことから本船団の成功も楽観視し、部隊到着を見越して守備隊の再配置に着手していた。
アメリカ軍は、6月15日のサイパン島上陸開始を決定し、事前攻撃を活発化させていた。松輸送の妨害には失敗したものの、多数の潜水艦をマリアナ諸島周辺に展開し、日本軍の増援輸送を妨害した。第3530船団の針路上には、潜水艦3隻から成るウルフパックの第17.12任務群が潜伏していた。

## 航海の経過
5月29日に本船団は横浜沖を出航した。戦史叢書の『マリアナ沖海戦』は「杉山丸」（山下汽船：4379総トン）と「神鹿丸」（栗林商船：2851総トン）を本船団加入船に挙げ、駒宮真七郎によれば、うち「杉山丸」が出航間もなく被雷・損傷して引き返した。しかし、駒宮は6月6日東京湾出航の第3606船団加入船にも「杉山丸」「神鹿丸」を挙げており、また、アメリカ海軍公式年表によれば「杉山丸」の損傷は6月7日である。
6月4日、船団は第17.12任務群のアメリカ潜水艦に発見され、3日間にもわたる追跡攻撃を受けた。同任務群のうち「パイロットフィッシュ」はうまく射点に着けなかったが、「シャーク」と「ピンタド」の2隻が攻撃の機会をつかみ、船団の輸送船を次々と沈めた。まず4日午後3時30分に、貨物船「勝川丸」（川崎汽船：6886総トン）が「シャーク」の雷撃で沈没し、乗船陸軍将兵2884人の半数が海没。翌5日午後4時30分、船団付近に敵潜水艦を探知して間もなく、歩兵第118連隊などの兵員3272人を乗せた貨物船「高岡丸」（日本郵船：7006総トン）が「シャーク」の発射した魚雷3発を受け、11分後に沈没。「シャーク」は、海軍徴用の貨物船「たまひめ丸」（浜根汽船：3080総トン）も続けて撃沈した。6日には海軍徴用の貨物船「鹿島山丸」（三井船舶：2825総トン）と陸軍将兵2816人乗船の貨物船「はあぶる丸」（大阪商船：5652総トン）が「ピンタド」により撃沈された。
船団の生き残り艦船は、6月9日にサイパン島に到着した。

## 結果
松輸送の成功から一転、第3530船団は壊滅的な失敗に終わった。救助活動により乗船陸軍将兵のうち約半数は収容されてサイパン島に送り届けられたものの、歩兵第118連隊長以下多数が戦死した。生き残った将兵も約半数が負傷し、装備品や弾薬などはすべて失われたため、戦力が甚だしく低下した。この第43師団第二次輸送部隊の損耗は日本軍のマリアナ諸島防備計画に大きな誤算で、増援部隊と引き換えにサイパン島からテニアン島へ移動予定だった独立混成第47旅団が動かせなくなってしまった。アメリカ海軍の戦史研究者であるサミュエル・モリソンは、歩兵第118連隊の洋上撃破を太平洋潜水艦部隊の大きな功績として取り上げている。
本船団でパラオへ向かう予定だった部隊は、装備の喪失と輸送船の沈没によりサイパン島への滞留を余儀なくされた。そのまま6月15日のアメリカ軍サイパン上陸を迎え、目的地に移動できないまま全滅することになった。
なお、本船団で生き残った艦船は、あわただしく荷役をしてサイパンを脱出した。そのため、物資の揚陸は完了しなかったとも推測される。数個の船団に分かれて脱出を図ったうち、水雷艇「鴻」は第4611船団を率いたが、加入輸送船のほとんどとともに空襲により撃沈され、第1号輸送艦も別の船団でパラオへ逃れる途中に大破している。

## 編制
船団加入中に沈没した艦船の船名は、太字とした。
- 輸送船
  - 陸軍 - 「高岡丸」、「はあぶる丸」、「勝川丸」
  - 海軍 - 「たまひめ丸」、「鹿島山丸」、「香取丸」、「神鹿丸」（異説あり[11]）、「杉山丸」（異説あり[11]）、給糧艦「杵埼」、第1号輸送艦
- 護衛艦
  - 水雷艇 - 「鴻」
  - 駆潜艇 - 第17号駆潜艇（旗艦）、第33号駆潜艇、第50号駆潜艇